# 榮移民村

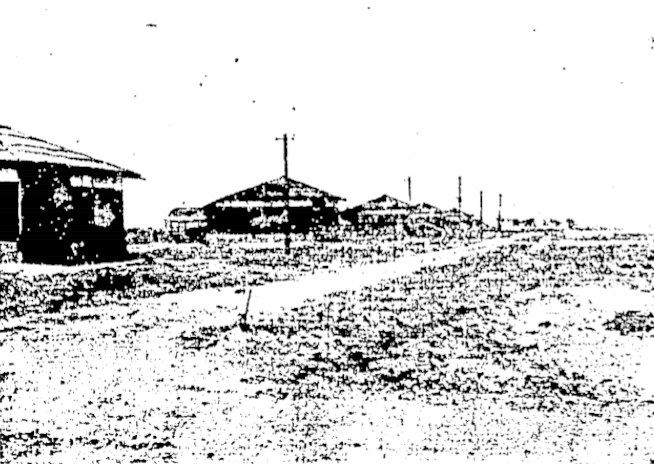
榮村一景

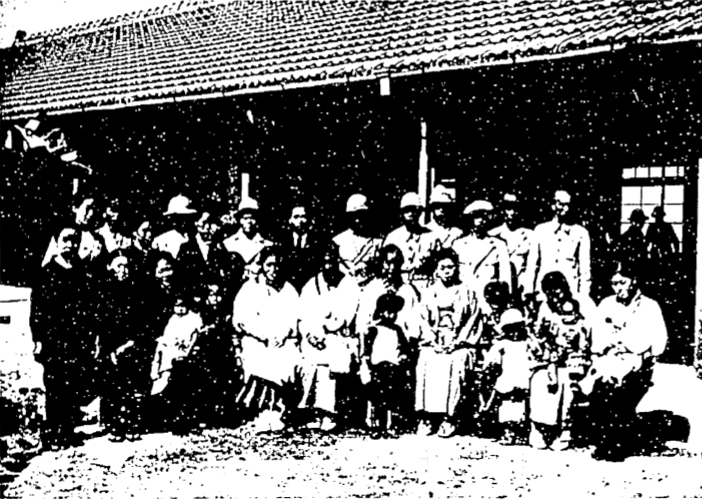
榮村出征家族合照

榮移民村，簡稱榮村，為臺灣日治時期的日本移民村，由嘉南共榮協會於1936年6月招募台南州農業國民學校嘉南塾的6戶18名畢業生移住，位於斗六街莿桐庄與虎尾街的新虎尾溪南岸，設有東園、中園、西園、尾園聚落。1942年統計有87戶372人。

## 介紹
台南州農業國民學校嘉南塾（原址現為莿桐國中）於1934年成立，以訓練務農的皇國農民。榮村於1936年6月即設在嘉南塾東側，主要招收嘉南塾的學生，開墾新虎尾溪約1,504甲的河川新生地，榮村的聚落由東向西逐漸拓展，並在中園設置榮村尋常高等小學校與神社榮村社。1936年6月東園聚落（莿桐庄大埔尾）開闢；1937年3月中園聚落（莿桐庄莿桐）開闢；1938年3月西園（虎尾街過溪子）與尾園聚落（虎尾街埒內）開闢；同年，在尾園西側設立春日移民村。

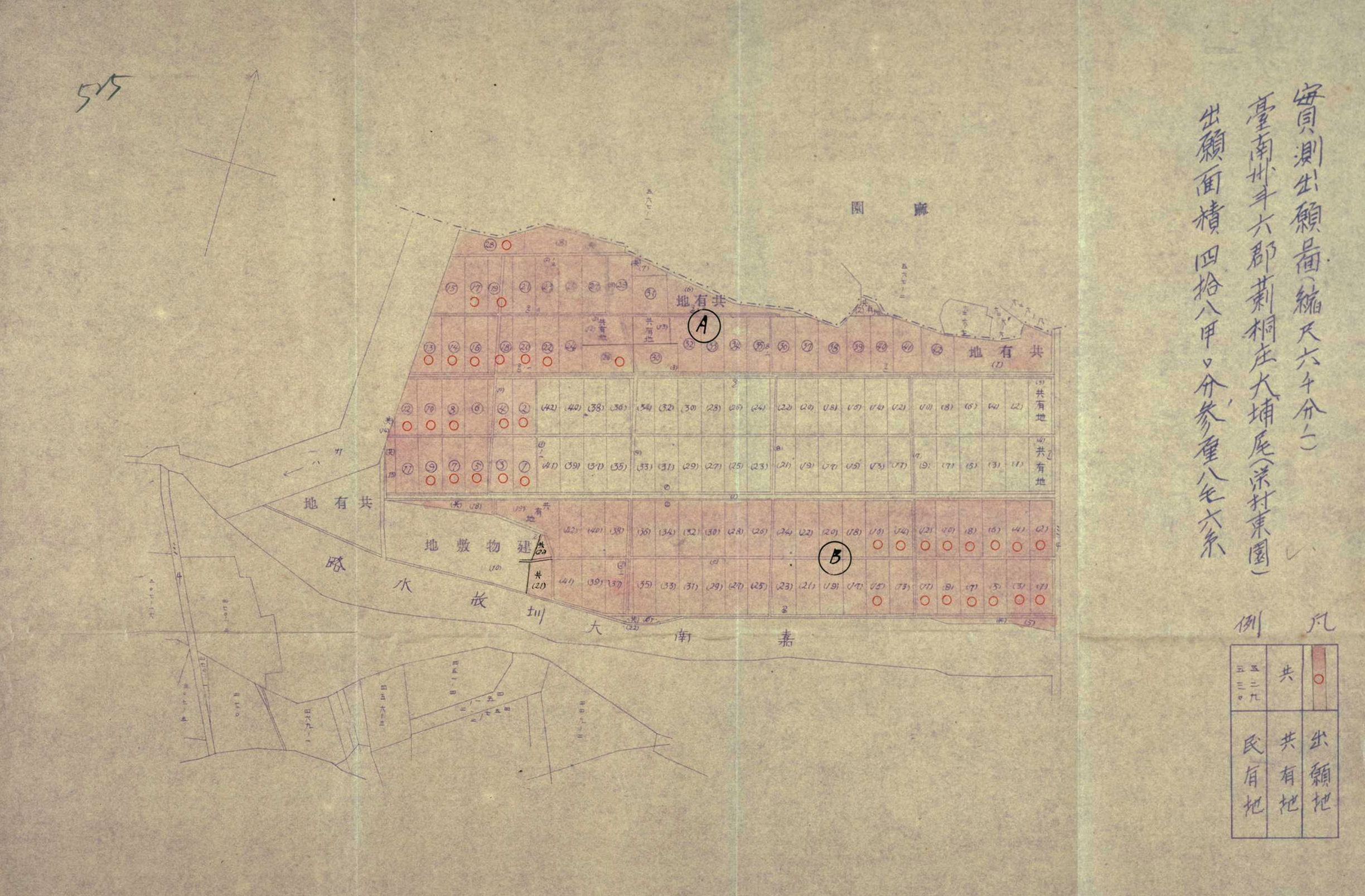
榮村東園
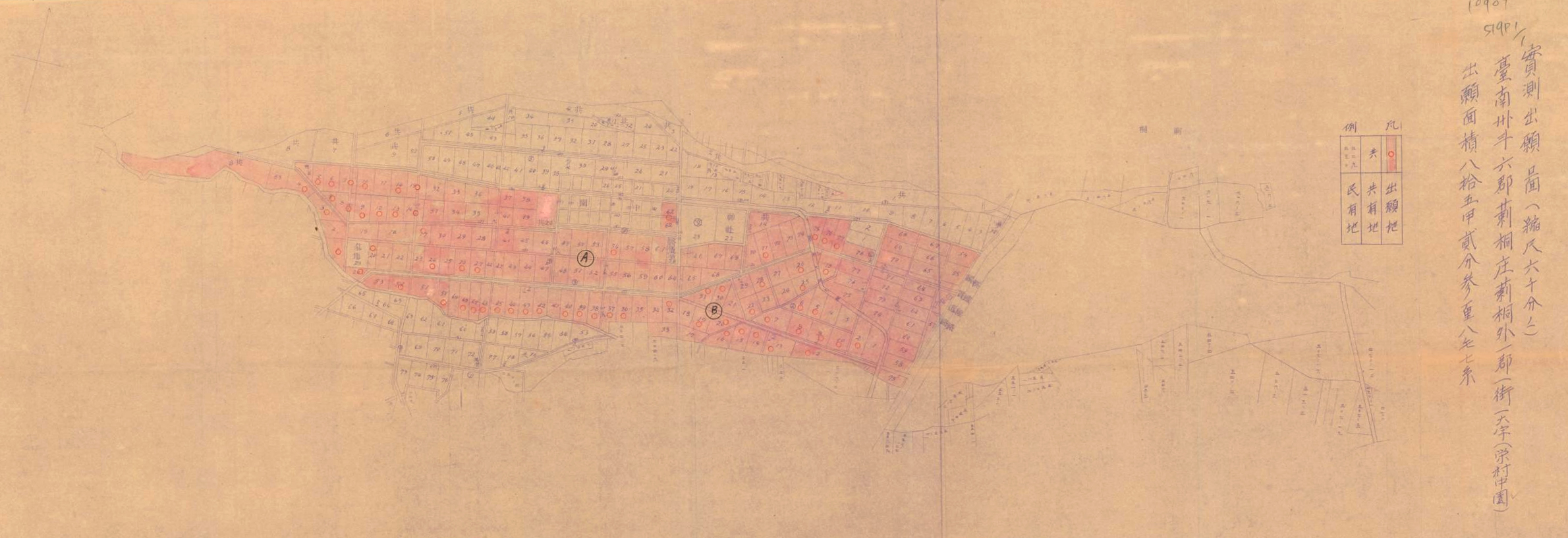
榮村中園
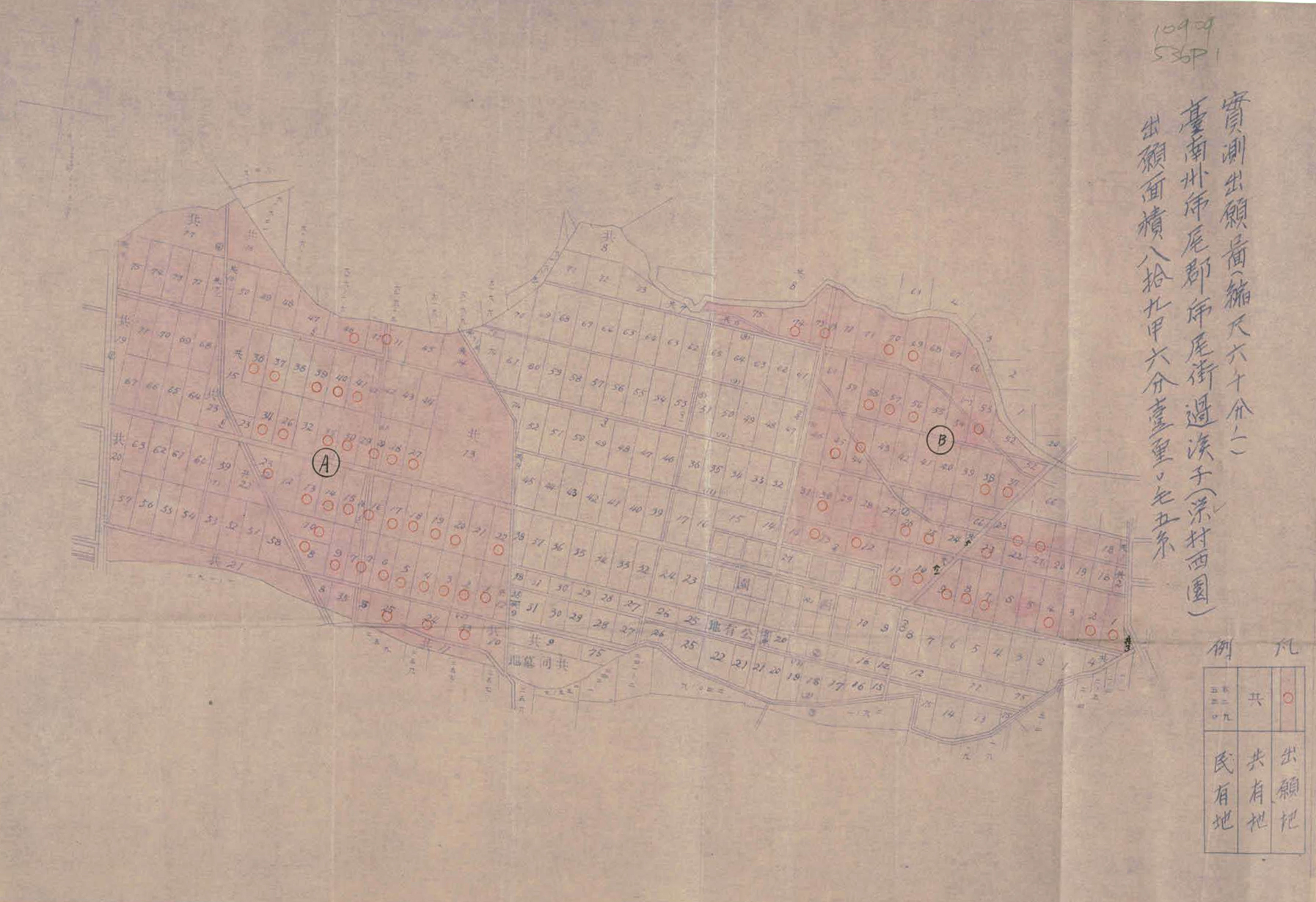
榮村西園
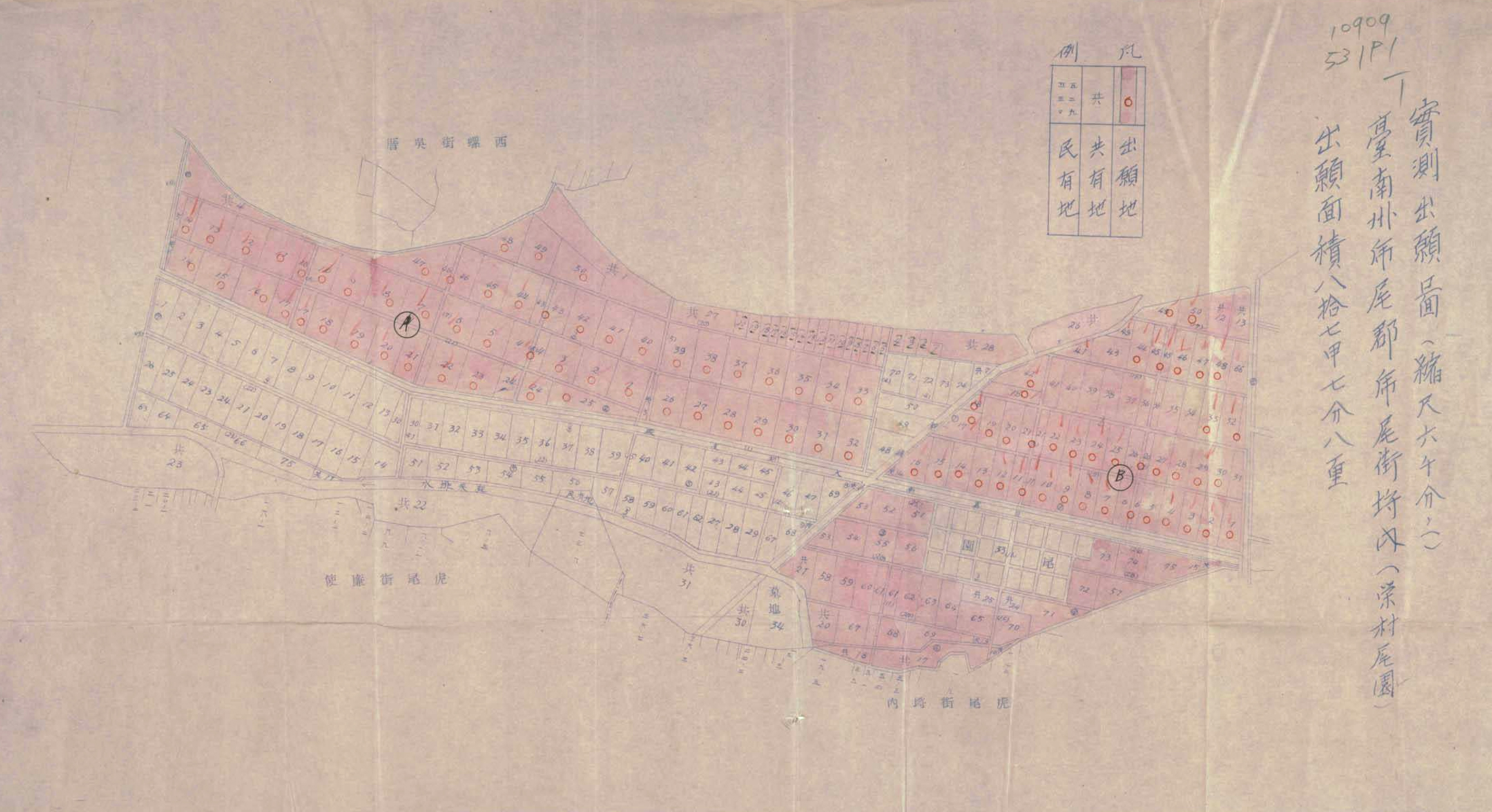
榮村尾園